# 井上三郎
井上 三郎（いのうえ さぶろう、1887年（明治20年）2月6日 - 1959年（昭和34年）6月4日）は、日本陸軍の軍人、最終階級は陸軍少将。貴族院議員。侯爵。桂太郎の次男。井上馨は義理の祖父に当たる。

## 経歴
- 1887年、公爵桂太郎の次男として生まれる。後に侯爵井上勝之助の養子となる。
- 陸軍中央幼年学校予科・同本科を経て、陸軍士官学校に入校。
- 1905年11月、同校を卒業。
- 1906年6月、陸軍砲兵少尉、野砲兵第15連隊附。
  - 士官候補生第18期の同期には阿南惟幾・山下奉文・岡部直三郎・藤江恵輔・山脇正隆らがいる。
- 1908年1月、野砲兵第14連隊附。
- 1909年4月、陸軍中尉。
- 1910年11月、陸軍砲工学校高等科（16期）を卒業。
- 1911年6月、参謀本部附。
- 1913年12月、陸軍大学校に入校。
- 1916年4月、陸軍大尉。11月、同校を卒業。12月、野砲兵第14連隊中隊長。
- 1917年8月、陸軍省軍務局附。
- 1918年6月、軍務局課員として軍事課に勤務。
- 1919年1月から1920年3月、大蔵省に派遣。その間補職。
- 1920年12月、近衛野砲連隊附。
- 1920年3月、ヨーロッパへ私費留学。
- 1921年7月、陸軍少佐。
- 1923年7月、帰朝。8月、近衛野砲連隊大隊長。
- 1924年8月、参謀本部員。
- 1926年3月、陸軍中佐。
- 1927年7月、陸軍兵器本廠附。実際の仕事は新設された陸軍省調査班長で、外国の軍事事情調査を任務とした。
- 1929年8月、陸軍大佐、陸軍科学研究所員。12月、侯爵、貴族院議員。
- 1931年8月、陸軍省整備局動員課長。
- 1933年8月、陸軍技術本部員。
- 1934年8月、陸軍少将。待命、予備役編入。
- 1946年、公職追放となる[1]。

## 栄典
位階
- 1940年（昭和15年）10月15日 - 従三位[2]

外国勲章佩用允許
- 1940年（昭和15年）1月18日 - ドイツ国： ドイツ鷲勲章功労十字星章[3][4]

## 家族
- 養祖父・義父：井上馨
- 養父：井上勝之助 - 井上馨の甥で養嗣子
- 養母：井上末子 - 井上馨の姪
- 実父：桂太郎
- 実母：宍道貞子
- 妻：井上千代子（1899年 - 1931年） - 井上馨の三女（庶子、生母井上てつ）、勝之助の養女、従妹[5]。1931年に33歳で没
- 長男：井上光貞[6]（1917年 - 1983年） - 東京大学国史科教授、妻明子は二荒芳徳三女。
  - 孫・君子(1944年9月15日、小林元夫人[7])
  - 孫・井上光順（1949年3月17日生[7]） - 博報堂社員。妻の真美子は柳原承光（松平忠寿二男）の三女[7]。
    - 曾孫・光隆(1981年3月1日生[7])
    - 曾孫・光博(1983年7月1日生[7]）

  - 孫・雅子(1947年4月16日、ジェフリー・松永夫人[7])
- 二男：井上元勝（1918年 - 1993年[7]） - 武道家
- 三男：井上元広（1918年12月2日 - 1977年8月21日[7]）
- 長女：馬越武子 - 馬越恭平の孫・恭一に嫁ぐ[8]